# Никополь (Харьковская область)
Ни́кополь (укр. Нікополь) — село, Гусаровский сельский совет, Изюмский район, Харьковская область, Украина.
Код КОАТУУ — 6320482511. Население по переписи 2001 года составляет 950 (420/530 м/ж) человек.

## Географическое положение
Село Никополь находится на правом берегу реки Сухой Торец, на востоке примыкает к селу Гусаровка, на запад в 2-х км село Надеждовка, в 3,5 км на запад находится город Барвенково.
Рядом проходит железнодорожная ветка, село находится между станциями Надеждовка и Гусаровка.
Раньше село Никополь было частью села Гусаровка.

## Экономика
- В селе есть молочно-товарная ферма.

## Достопримечательности
- Братская могила советских воинов и памятный знак воинам-землякам. Похоронены 214 воинов.
- Могила Пётра Фёдоровича Рерберга, героя русско-турецкой войны 1877—1878 годов